# Koloss
Koloss je sedmi studijski album švedskog sastava ekstremnog metala Meshuggah. Diskografska kuća Nuclear Blast objavila ga je 23. ožujka u Njemačkoj, 26. ožujka u Europi i 27. ožujka 2012. u ostatku svijeta.

## O albumu
Bubnjar Tomas Haake izjavio je o Kolossu: "Kao i uvijek, na svakom se albumu trudimo povesti svoju glazbu u drugom smjeru te s Kolossom smatramo da smo doista postigli ono što smo htjeli. Organska brutalnost, srž i groove: sve ugurano u delikatni 54-minutni metal slatkiš koji bi ljudi slabijeg srca trebali izbjegavati!"

## Popis pjesama
Tekstovi: Tomas Haake, osim pjesama "The Hurt That Finds You First" i "Demiurge" koje je napisao Mårten Hagström. 
| 1.    | »I Am Colossus«                                 | Hagström, Fredrik Thordendal | 4:43 |
| 2.    | »The Demon's Name Is Surveillance«              | Thordendal                   | 4:39 |
| 3.    | »Do Not Look Down«                              | Haake, Hagström, Thordendal  | 4:44 |
| 4.    | »Behind the Sun«                                | Jens Kidman                  | 6:14 |
| 5.    | »The Hurt That Finds You First«                 | Hagström                     | 5:33 |
| 6.    | »Marrow«                                        | Haake, Hagström, Thordendal  | 5:35 |
| 7.    | »Break Those Bones Whose Sinews Gave It Motion« | Hagström                     | 6:53 |
| 8.    | »Swarm«                                         | Haake, Hagström, Thordendal  | 5:26 |
| 9.    | »Demiurge«                                      | Hagström                     | 6:12 |
| 10.   | »The Last Vigil« (instrumental)                 | Hagström                     | 4:32 |
| 54:31 |                                                 |                              |      |

## Objava
Album je bio objavljen 23. ožujka 2012. u Njemačkoj, 26. ožujka u ostatku Europe te 27. ožujka u Sjevernoj Americi. Bio je objavljen u raznim inačicama: kao standardni kompaktni disk, digipak verzija koja sadrži bonus DVD, kao ograničeni box set "čarobne kocke" (koji oponaša Rubikovu kocku i sadrži ilustraciju albuma, dostupan samo putem pošte koju isporučuje Nuclear Blast) te kao dvostruki LP na smeđem vinilu.
Album se našao na 17. mjestu ljestvice Billboard 200u SAD-u te je u svom prvom tjednu objave bio prodan u 18.342 primjeraka, što je najviša pozicija sastava i diskografske kuće na navedenoj ljestvici. Koloss se također našao i na 27, mjestu kanadske ljestvice albuma.

## Recenzije
Koloss ja zadobio uglavnom pozitivne kritike. Kory Grow iz časopisa Spin Magazine nazvao ga je "prvim pravim natjecateljem za album godine žanra".
Gregory Heaney, glazbeni kritičar sa stranice AllMusic, dodijelio je albumu četiri od pet zvjezdica te je izjavio: "Umjesto da pokuša poraziti svoju konstantno rastuću legiju imitatora u njihovoj vlastitoj igri, švedski se prog metal razarač Meshuggah ne trudi samo dokazati da ostali sastavi nisu u istoj ligi kao on, već i da ne igraju isti sport. Na Kolossu, njegovom sedmom albumu, [članovi skupine] zazivaju svu svoju tehničku vičnost dok kreću sporijim, više groove orijentiranim smjerom skladanja koji se više bavi savršenom izvedbom precizno sinkopiranih rifova nego jednostavnom svirkom i time dokazivanjem da su išli na instrukcije sviranja gitare. Iako uzdržavanje nije nužno riječ koju bi netko mogao koristiti prilikom opisivanja ekstremne grupe kao što je Meshuggah, upravo je to svojstvo koje čini Koloss tako solidnim, čak hermetičnim albumom. S toliko godina iskustva kao inovator, [Meshuggah] ima vrstu potrebnog uzdržavanja i strpljenja da ne prenaglasi pjesme poput uvodne "I Am Colossus" i kasnije skladbe "Swarm". Umjesto da osjeti konstantnu potrebu za očaravanjem slušatelja gitarskim herojstvom, Meshuggah dopušta da se sve jednostavno otkrije na najbrutalniji i najefektivniji mogući način. Sa svojim statusom veterana progresivnijeg dijela spektra ekstremne glazbe, Meshuggah je mnogo puta jednostavno dokazao slušateljima da razumije svoje instrumente bolje od većine drugih; stoga, iako Koloss nije najsmjeliji ili najeksperimentalniji uradak sastava do danas, zasigurno zaslužuje vrijeme svakog obožavatelja metal glazbe."

## Zasluge
| Meshuggah - Fredrik Thordendal – gitara, inženjer zvuka - Mårten Hagström – gitara - Jens Kidman – vokali - Dick Lövgren – bas-gitara - Tomas Haake – bubnjevi | Ostalo osoblje - Göran Finnberg – mastering - Danne Bergstrand – miksanje - Luminokaya – naslovnica, ilustracije |